# 近江鉄道100形電車 (2代)
近江鉄道100形電車（おうみてつどう100けいでんしゃ）は、西武鉄道より新101系および301系を譲受・改造して導入した近江鉄道の通勤形電車である。
以下、本項では100形電車を「本系列」と記述し、各編成の近江八幡・貴生川方先頭車であるモハ100形の車両番号を編成呼称とする（101-1101の編成であれば「101編成」）。

## 概要
2009年（平成21年）に西武鉄道より譲り受けた同社新101系電車および301系電車を自社電車区にて改造、モハ100形+モハ1100形として5編成を2013年（平成25年）から2018年（平成30年）にかけて導入した。近江鉄道において「100形」の形式称号は過去に元岳南鉄道1100形電車を譲り受けて導入した車両群に付与されており、本系列はそれに続く二代目となる。
導入に際して、900形同様、ワンマン運転対応改造、行先表示器のLED化、バリアフリー対応改造などが施行された。側面にローマ字入りLED行先表示器を新設しているほか、車内の運賃表示器が液晶ディスプレイであること、優先席のクロスシート化は施行されていない点などと車体塗装が900形と異なる。104編成以降では扉の開閉時に作動するドアチャイム、表示灯が新設された。
また、301系を種車とする104編成・105編成については、中間電動車モハ301形に制御車クハ1301形の先頭部構体を移設して先頭車化改造を施工しており、同2編成については乗務員室直後の側窓がないことが他編成と異なる。
滋賀県東部を走る鉄道会社として県内全域に親しみを持ってもらうことを目指し、琵琶湖をイメージした水色（オリエントブルー）に白帯を巻いたデザインが採用された。101編成にのみ「湖風号」の愛称ロゴが貼付されている。
主要機器は西武時代と大きな変化はない。900形では制動装置が西武時代のHSC電磁直通ブレーキから近江鉄道に在籍する他形式同様にHRD-1電気指令ブレーキに改造されたが、100形ではHSCのままとなった。
前面のスカートについても西武での状態をそのまま受け継いでおり、102編成と103編成は未取付のままであった。なおこれらの編成については2022年12月頃より、2021年12月に発生した脱線事故への対策としてスノープラウが取り付けられている。

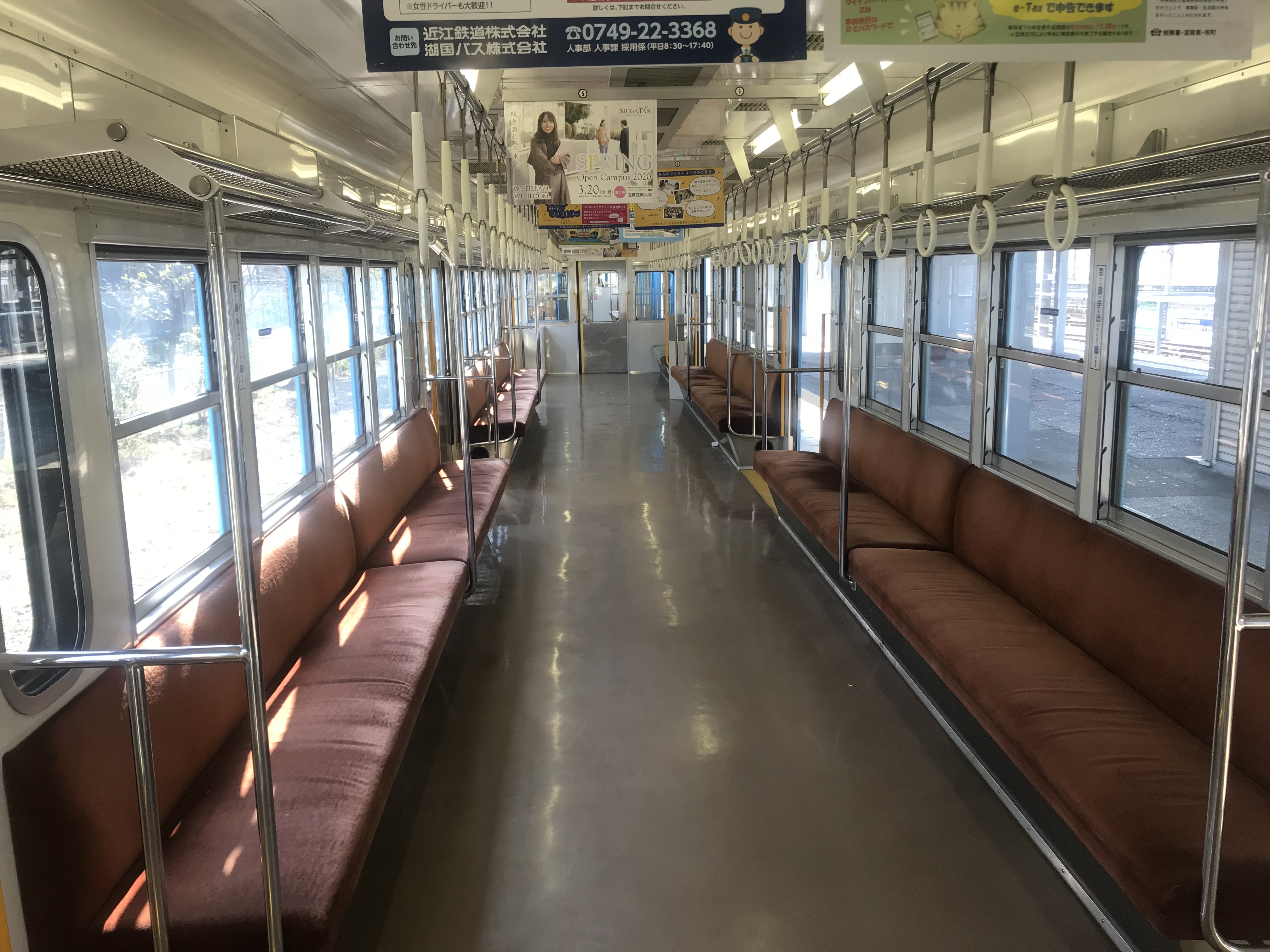
モハ1101の車内 （2020年2月）
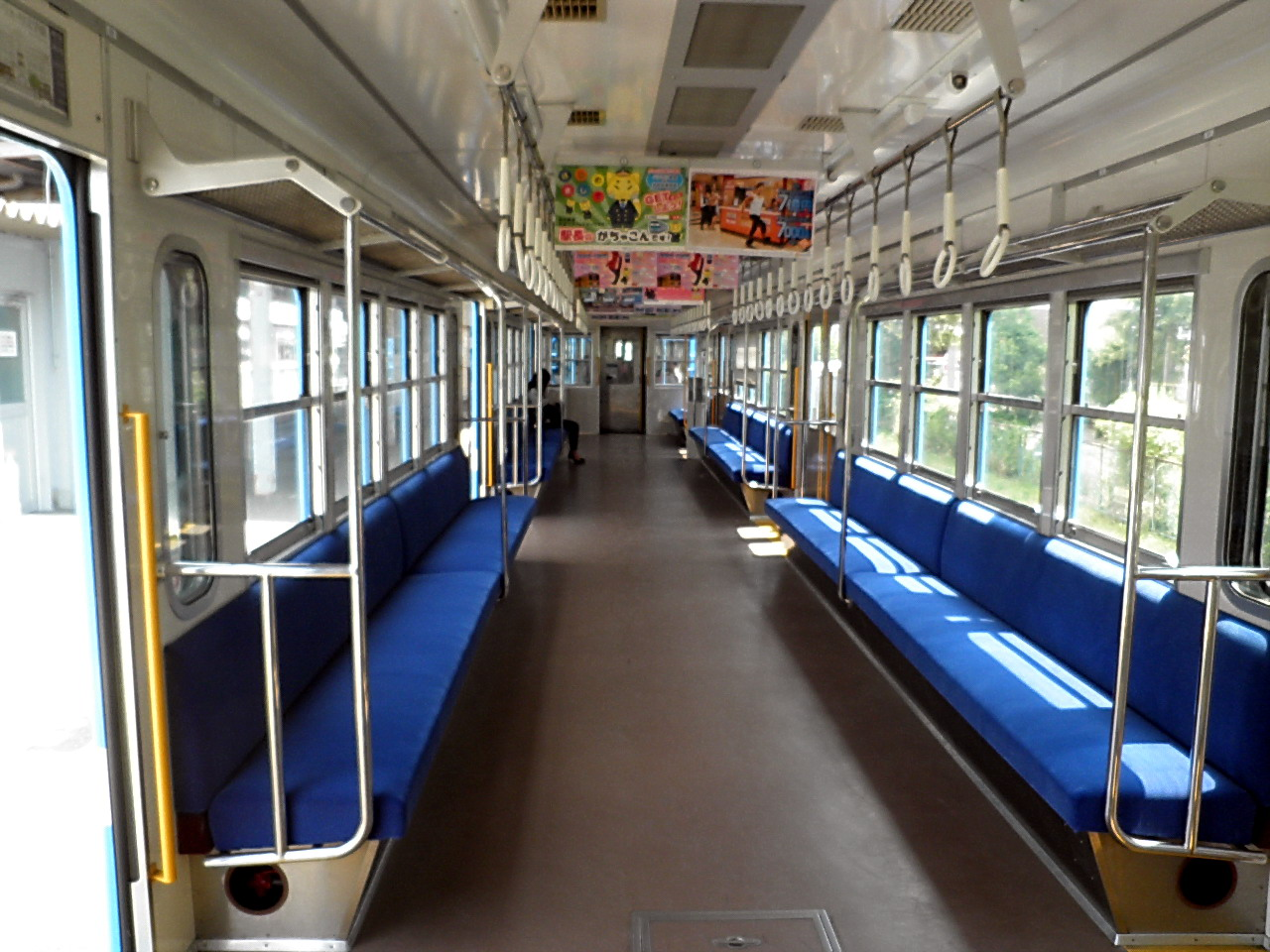
モハ102の車内 （2015年5月）
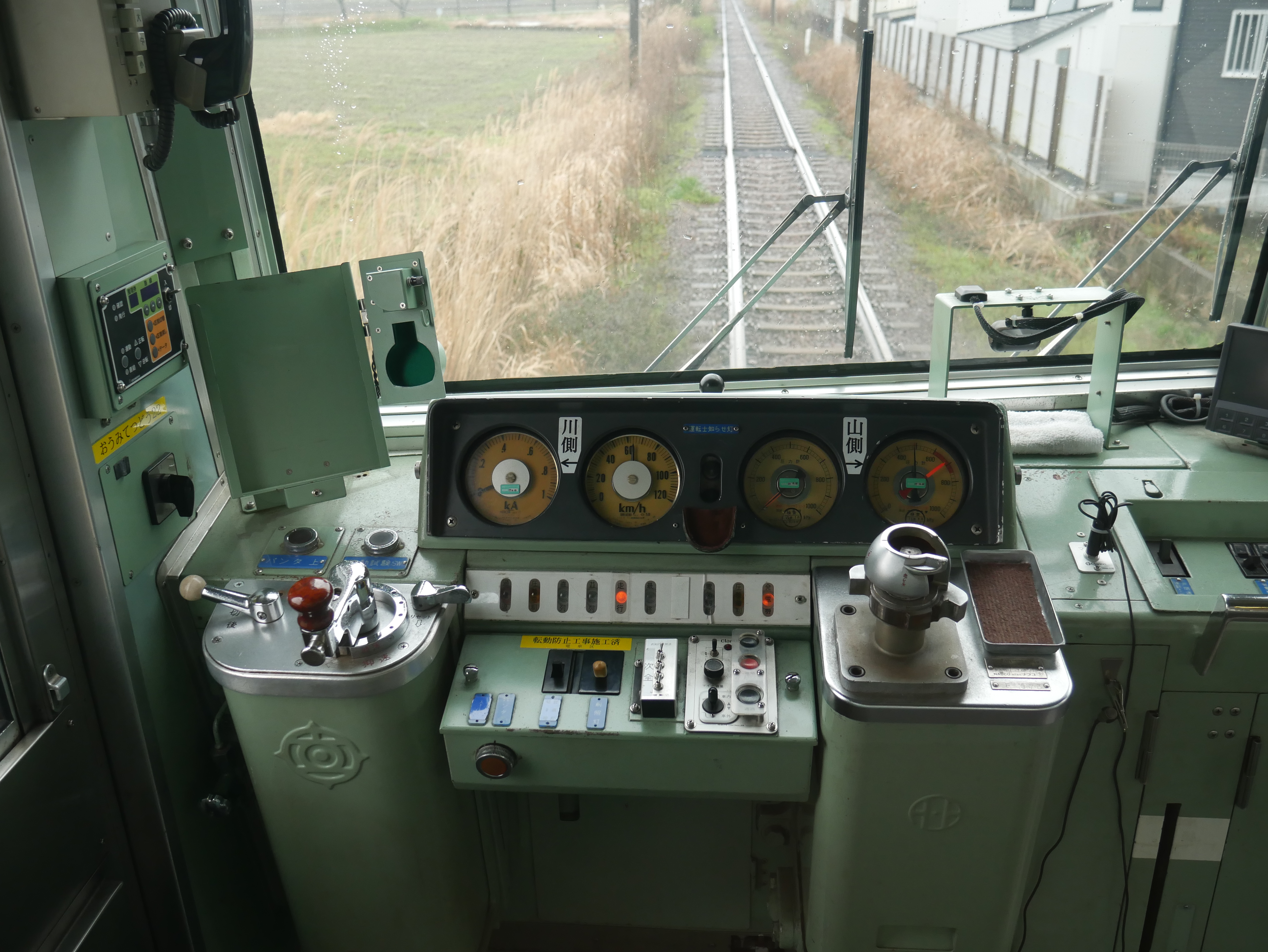
モハ1102の運転席 （2020年3月）
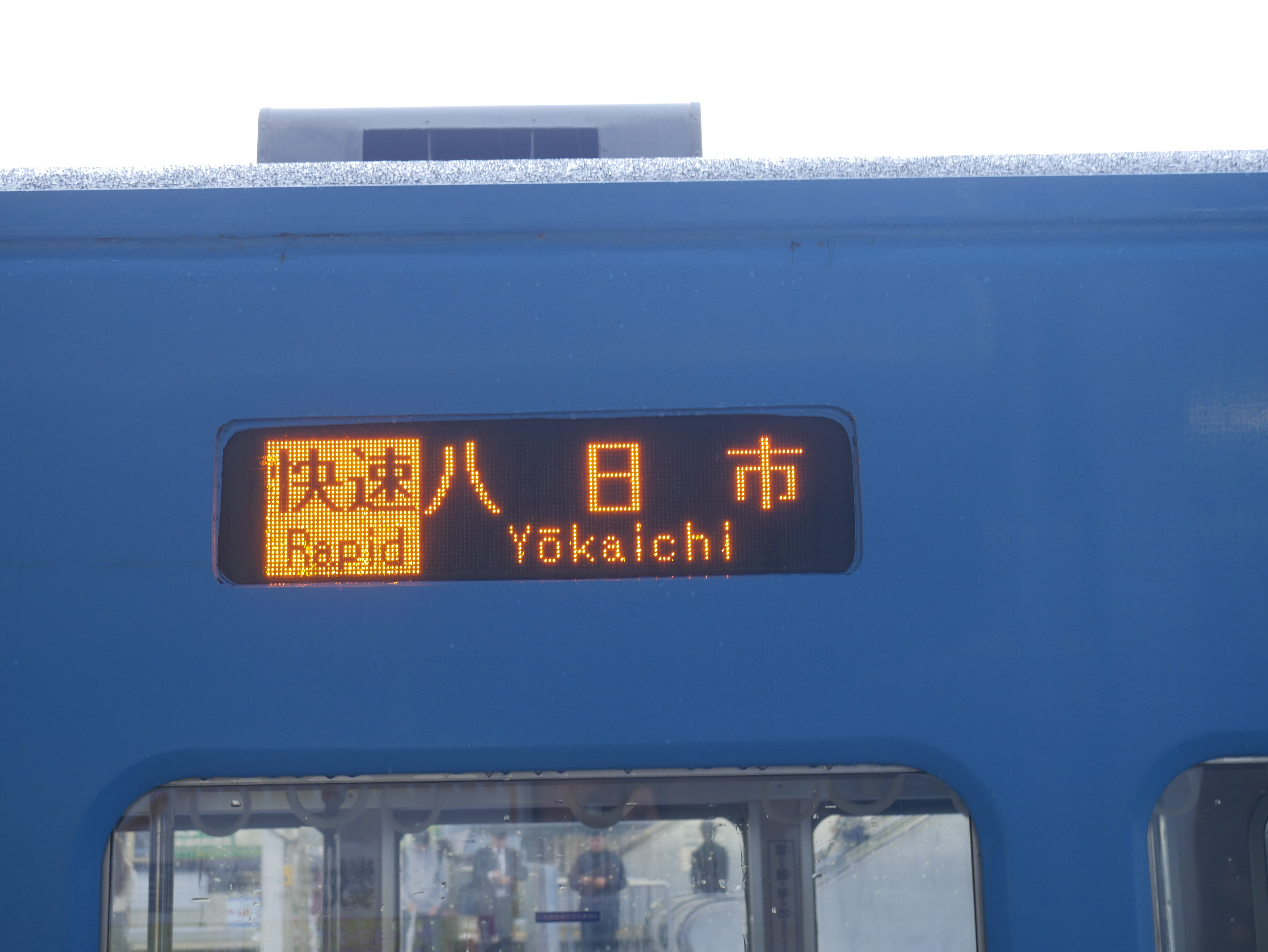
モハ1101側面のLED行先表示器 （2019年11月）
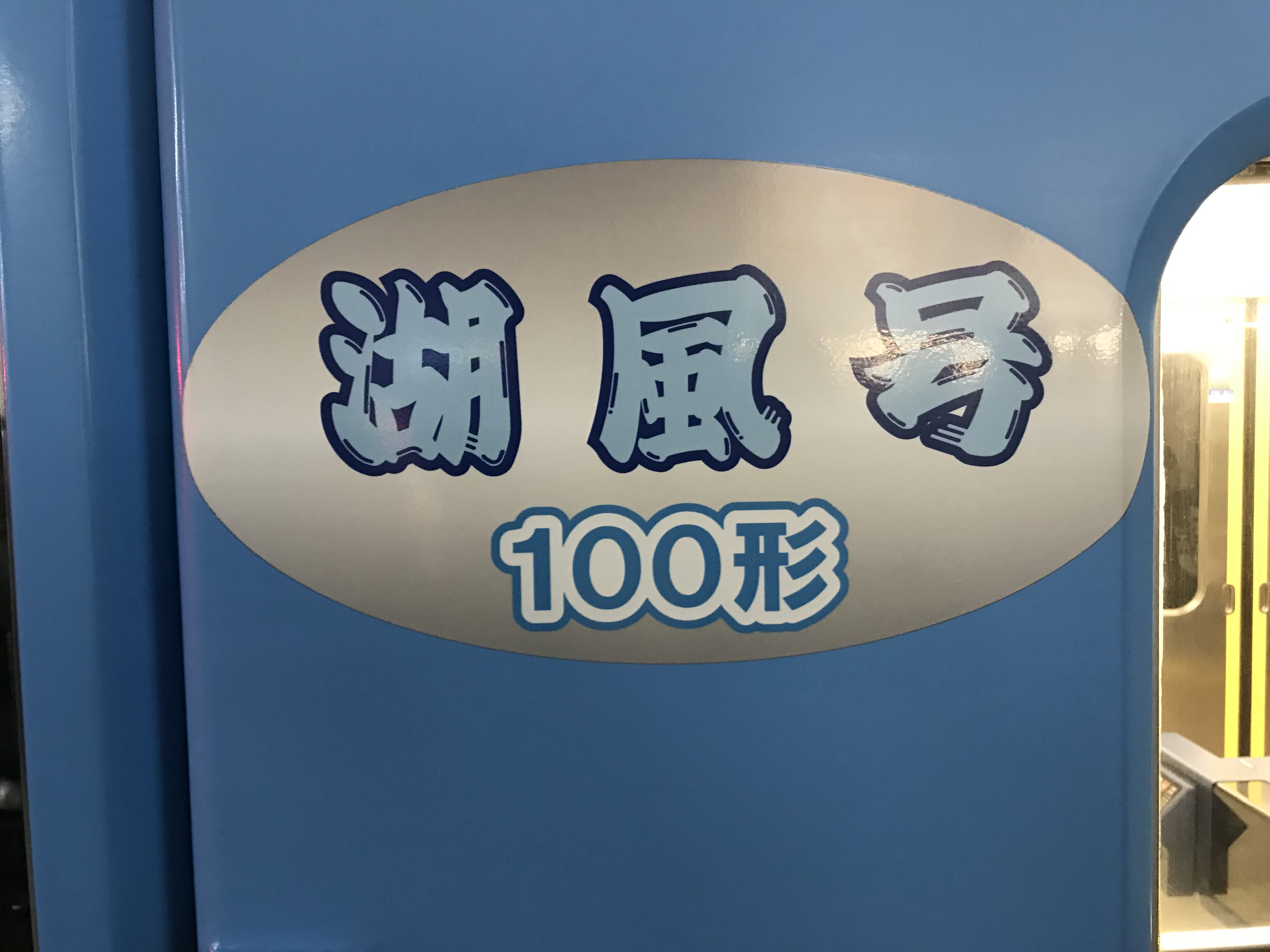
モハ101の「湖風号」ロゴ （2019年11月）
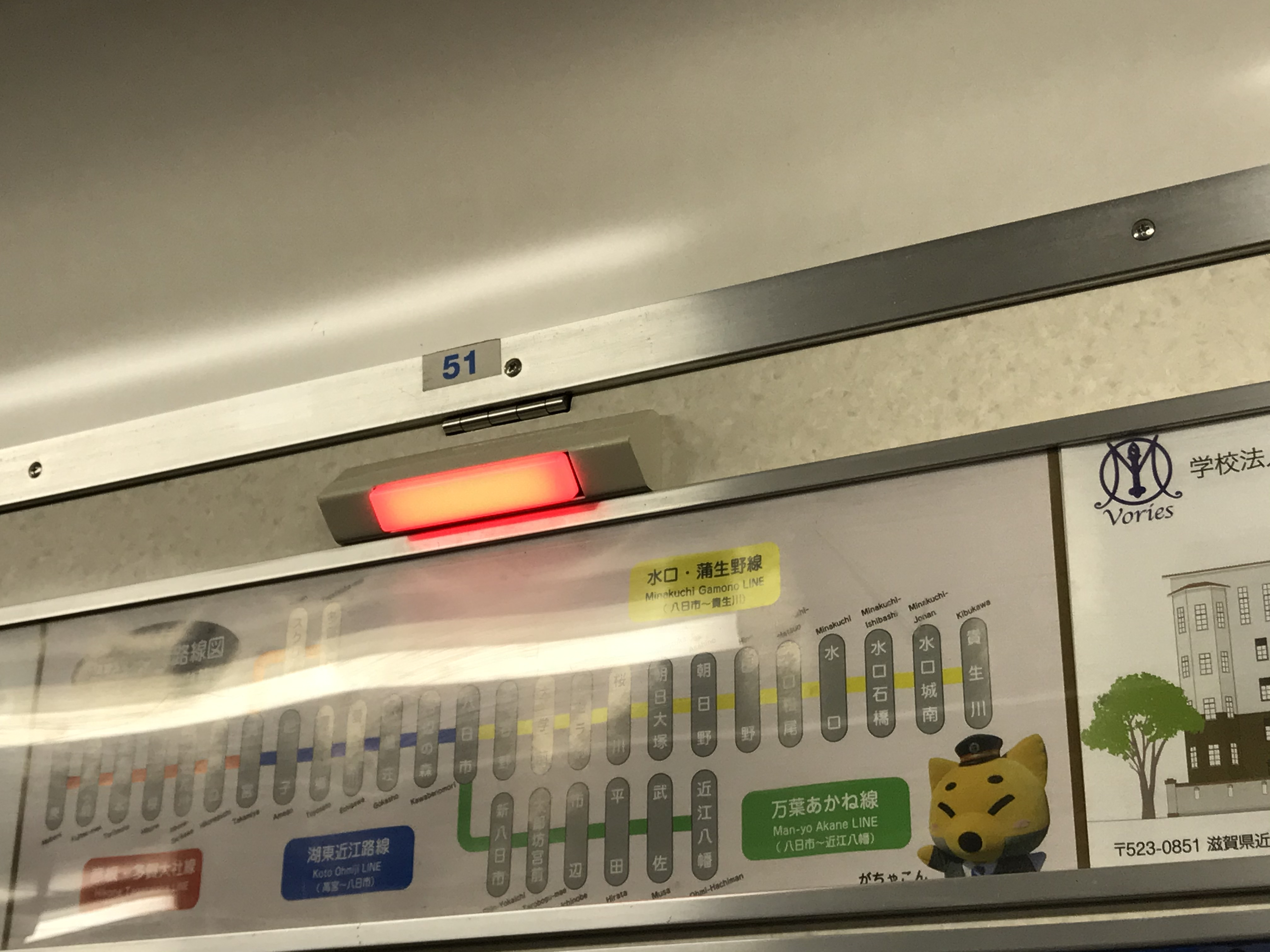
モハ1105の扉開閉表示灯 （2019年11月）
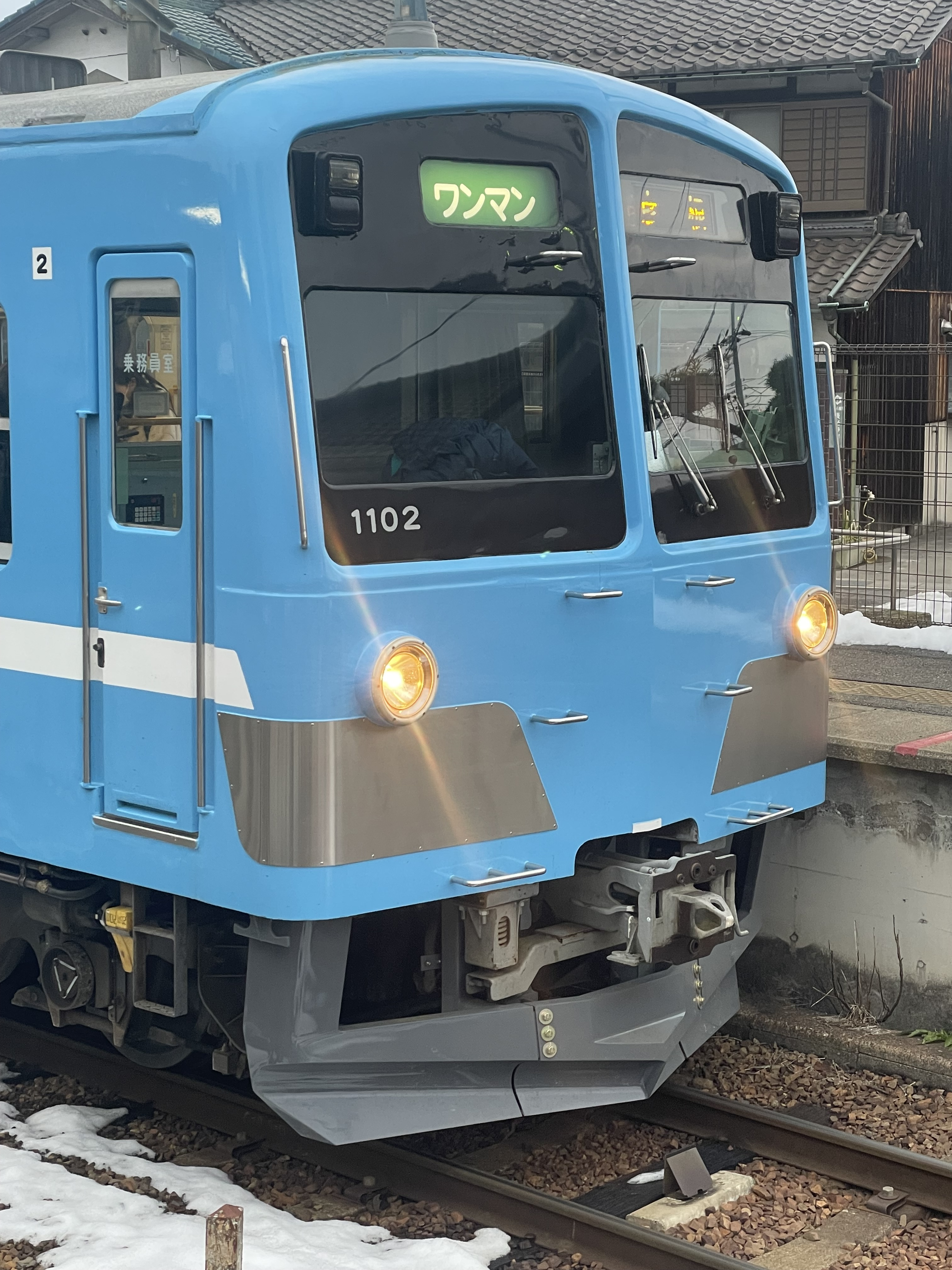
モハ1102のスノープラウ （2023年2月）

## 編成
編成ごとの特徴を下表にまとめる。前面のスカートのほか、座席モケットの色、扉開閉表示灯の有無、運転台直後の窓の有無などの相違がある。
| 車両番号     | モハ101-モハ1101                | モハ102-モハ1102                | モハ103-モハ1103                | モハ104-モハ1104                    | モハ105-モハ1105                    |
| 写真         |                                 |                                 |                                 |                                     |                                     |
| 近江入籍     | 2013年12月27日                  | 2014年4月23日                   | 2014年12月21日                  | 2017年10月3日                       | 2018年10月12日                      |
| 近江営業開始 | 2013年12月17日                  | 2014年4月23日                   | 2014年12月11日                  | 2017年10月21日                      | 2018年10月                          |
| スカート     | 西武                            | 未設置→スノープラウ             | 未設置→スノープラウ             | 西武                                | 西武                                |
| 先頭部の側窓 | 有                              | 有                              | 有                              | 無                                  | 無                                  |
| 当初の座席色 | 茶                              | 青                              | 青                              | 茶                                  | 青                                  |
| 扉開閉表示器 | 無                              | 無                              | 無                              | 有                                  | 有                                  |
| 西武番号     | クモハ295-クモハ296 （295編成） | クモハ285-クモハ286 （285編成） | クモハ281-クモハ282 （281編成） | モハ303-モハ304 （303編成の中間車） | モハ309-モハ310 （309編成の中間車） |
| 製造所       | 東急                            | 東急                            | 東急                            | 西武所沢                            | 西武所沢                            |
| 製造日       | 1979年7月11日                   | 1979年7月5日                    | 1979年7月5日                    | 1981年2月5日                        | 1981年7月1日                        |
| 西武廃車日   | 2012年11月26日                  | 2012年12月28日                  | 2012年12月28日                  | 2012年11月26日                      | 2012年12月28日                      |
| 備考         | 「湖風号」ロゴあり              | スノープラウ装備                | スノープラウ装備                | クハ1303・クハ1304の運転台取付      | クハ1309・クハ1310の運転台取付      |

## 運用
101編成は2013年（平成25年）12月17日に近江八幡駅にて出発式が行われ、近江八幡 - 八日市間にて運行された臨時快速列車で運用開始、12月21日・22日に彦根車庫で一般公開されている。当初は高宮駅の車両限界に抵触するため多賀線を除く各線で運用され、対応工事が完了し多賀線にも入線、以降は全線で運転されている。102編成は運用開始前、西武時代の黄色塗装で試運転が行われている。各種ヘッドマークを取り付けて運転されることもある。
2023年5月、100系では初の全面ラッピングが104編成に実施された。特定健康診査・がん検診の受診を啓発する滋賀県のキャラクター「しがのハグ＆クミ」をメインにした広告編成となった。